# The Dying of the Light
«The Dying of the Light» es una canción de la banda de rock inglesa Noel Gallagher's High Flying Birds, publicada en su segundo álbum de estudio, Chasing Yesterday. A mediados de diciembre de 2015, la canción se publicó como el quinto sencillo de ese álbum. La canción, escrita por Noel Gallagher, fue publicada en formato de descarga digital y en disco de vinilo, junto con una versión "demo" de la canción The Girl With X-Ray Eyes.

## Lista de canciones
Todas las canciones escritas y compuestas por Noel Gallagher. 
| N.º  | Título                            | Duración |  |
| 1.   | «The Dying of the Light»          | 5:11     |  |
| 2.   | «The Girl with X-Ray Eyes (Demo)» | 3:25     |  |
| 8:36 |                                   |          |  |